# Bowersville (Georgia)
Bowersville – miasto w Stanach Zjednoczonych, w stanie Georgia, w hrabstwie Hart.